# 宋斗律
宋斗律（1944年—），哲學社會學學者。出生於日本東京，並在韓國光州接受教育。1967年移至西德，1982年始任教於明斯特大學。
由於嚮往北韓的制度，反對朴正熙的獨裁政權，1973年，宋斗律首訪北韓，後加入朝鮮勞動黨，並於1991年受金日成接見。據叛逃的北韓高官黃長燁披露，宋斗律以金哲洙之名擔任朝鮮朝鮮勞動黨政治局候補委員。2003年，宋斗律返回韓國，隨即被首爾地方法院以違反《国家保安法》為由進行拘留起訴，並於翌年被判囚7年。及後，他向法院提出上訴，雖然刑期不變，但獲准緩刑5年，當庭釋放，隨即於同年8月5日返回德國。